# العنكبوت الغازل المداري
العنكبوت الغازل المداري  أو العنكبوت (بالإنجليزية: Orb-weaver spider) هي عضو في فصيلة العنكبوت. هم المجموعة الأكثر شيوعا من بناة شبكات على شكل عجلة لولبية غالبا ما توجد في الحدائق والحقول والغابات. «الغازل المداري» كان يستخدم سابقا في اللغة الإنجليزية يعني «دائري», ومن هنا جاء الاسم باللغة الإنجليزية من المجموعة. تلك العناكب لها ثمانية عيون متشابهة، أرجل مشعرة أو شوكية، ولا أعضاء تصدار صوت (صرير).
هي فصيلة عالمية، بما في ذلك العديد من عناكب الحدائق الكبيرة أو ذات الألوان الزاهية المعروفة. مع حوالي 3122 نوعًا في 169 جنس في جميع أنحاء العالم، العنكبوت الغازل المداري هو ثالث أكبر افصيلة من العناكب (خلف عناكب قافزة و Linyphiidae). يتم إنشاء شبكات Araneid بطريقة نمطية، ثم يتم بناء إطار من الحرير غير لزج حتى قبل أن يضيف العنكبوت الشبكة اللولبية النهائية من الحرير المغطاة بقطرات لزجة.
ويتم إنتاج شبكات العنكبوت الغازل المداري أيضا من قبل أفراد من قبل فصائل العنكبوت الأخرى. أدرجت غازل كرة الحرير الذهبية الكبيرة (Nephilidae)، والنساجون المداريون طويلي الفكين (عناكب طويلة الفك) سابقا في العنكبوت الغازل المداري. أنه يرتبط ارتباطا وثيقا، كونه جزءا من فصيلة سوبر العنكبوت الغازل المداري إن cribellate أو ممشط-نساجو الغازل المداري (Uloboridae) ينتمي إلى مجموعة مختلفة من العناكب. نسيجها مشابه لافت للنظر، ولكنها تستخدم نوعا مختلفا من الحرير اللزج.

## شبكة الغزل الكروية

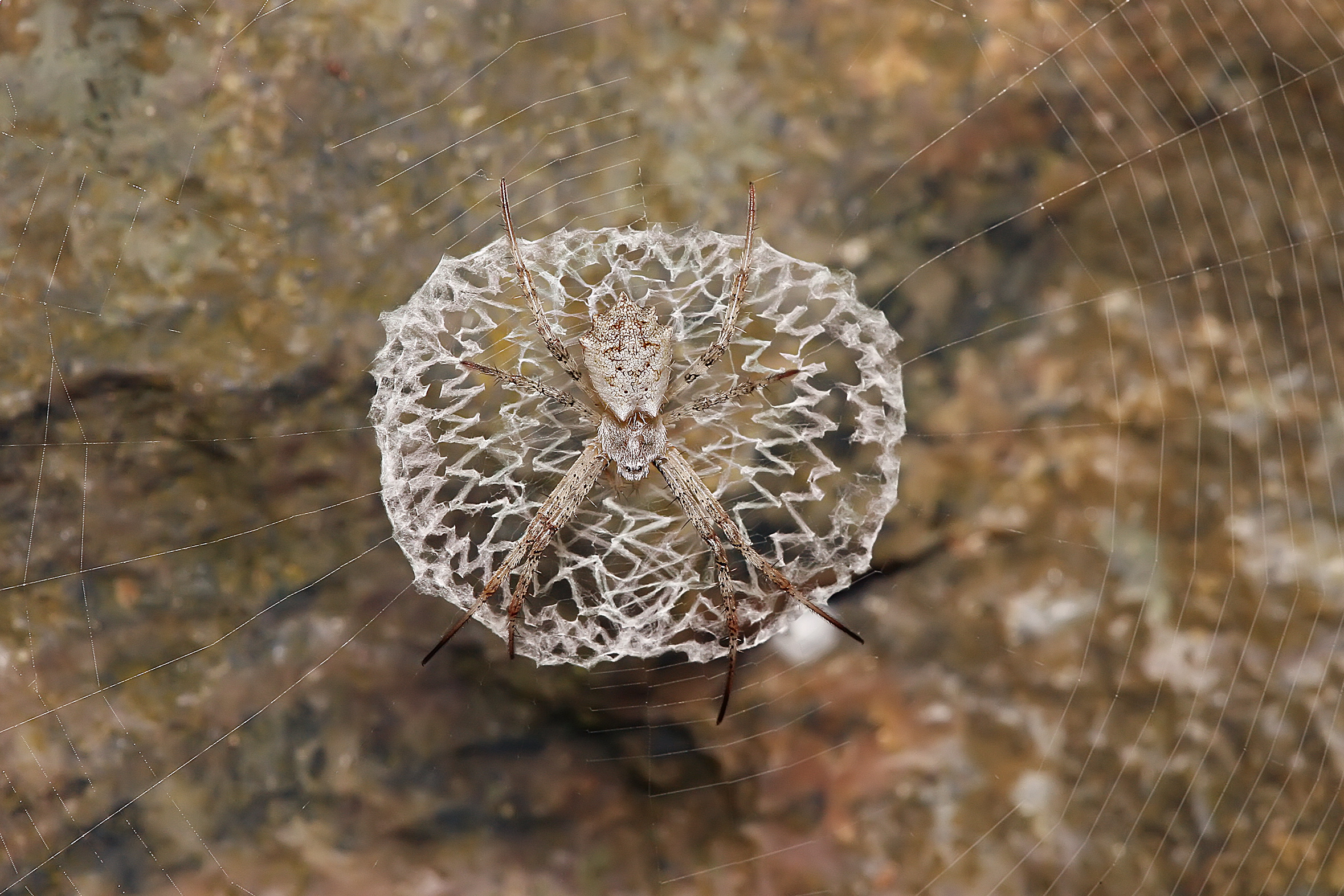
Argiope sp. تتمركز كزخارف في مركز الشبكة

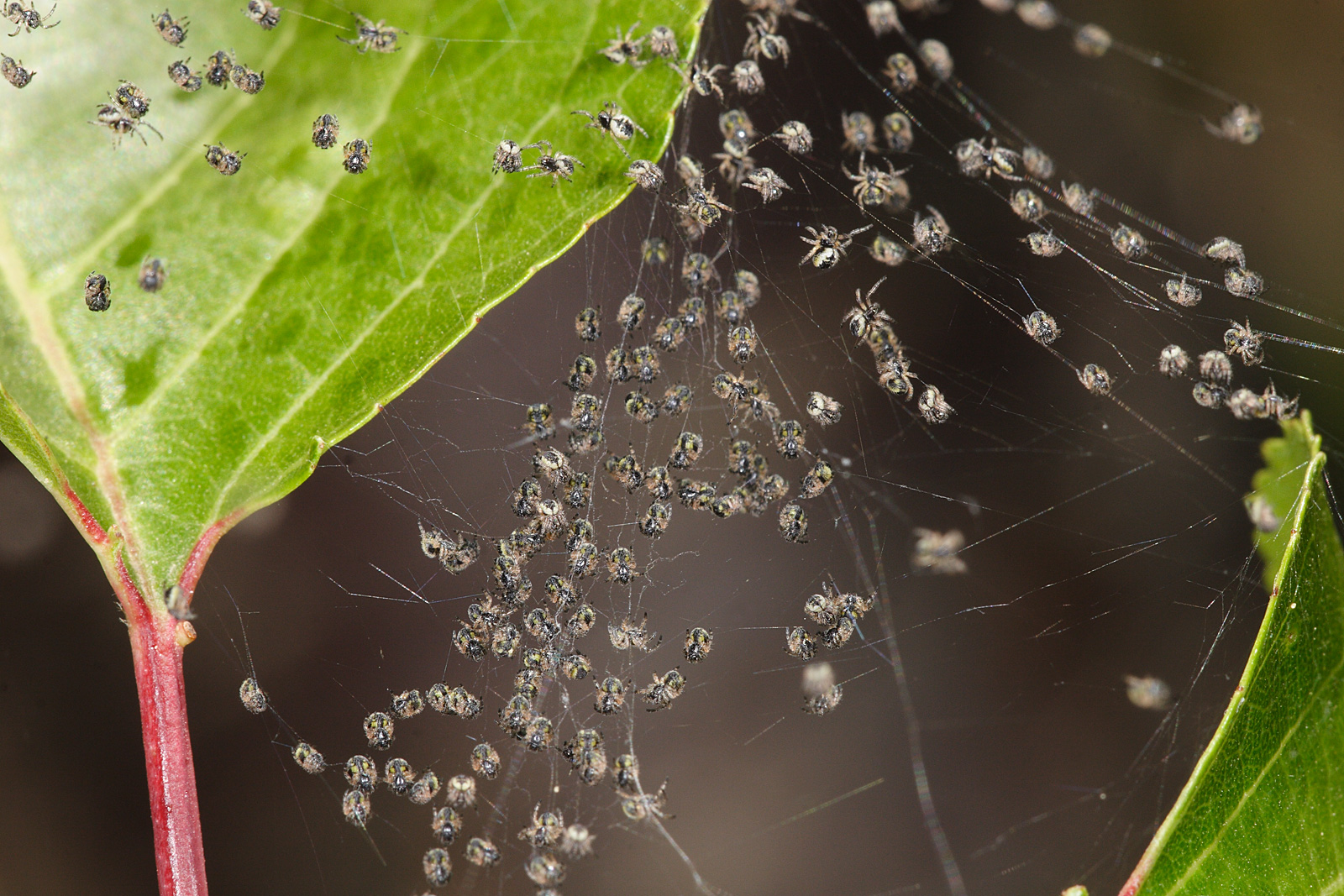
العناكب في شبكة حريرية حيث فقست

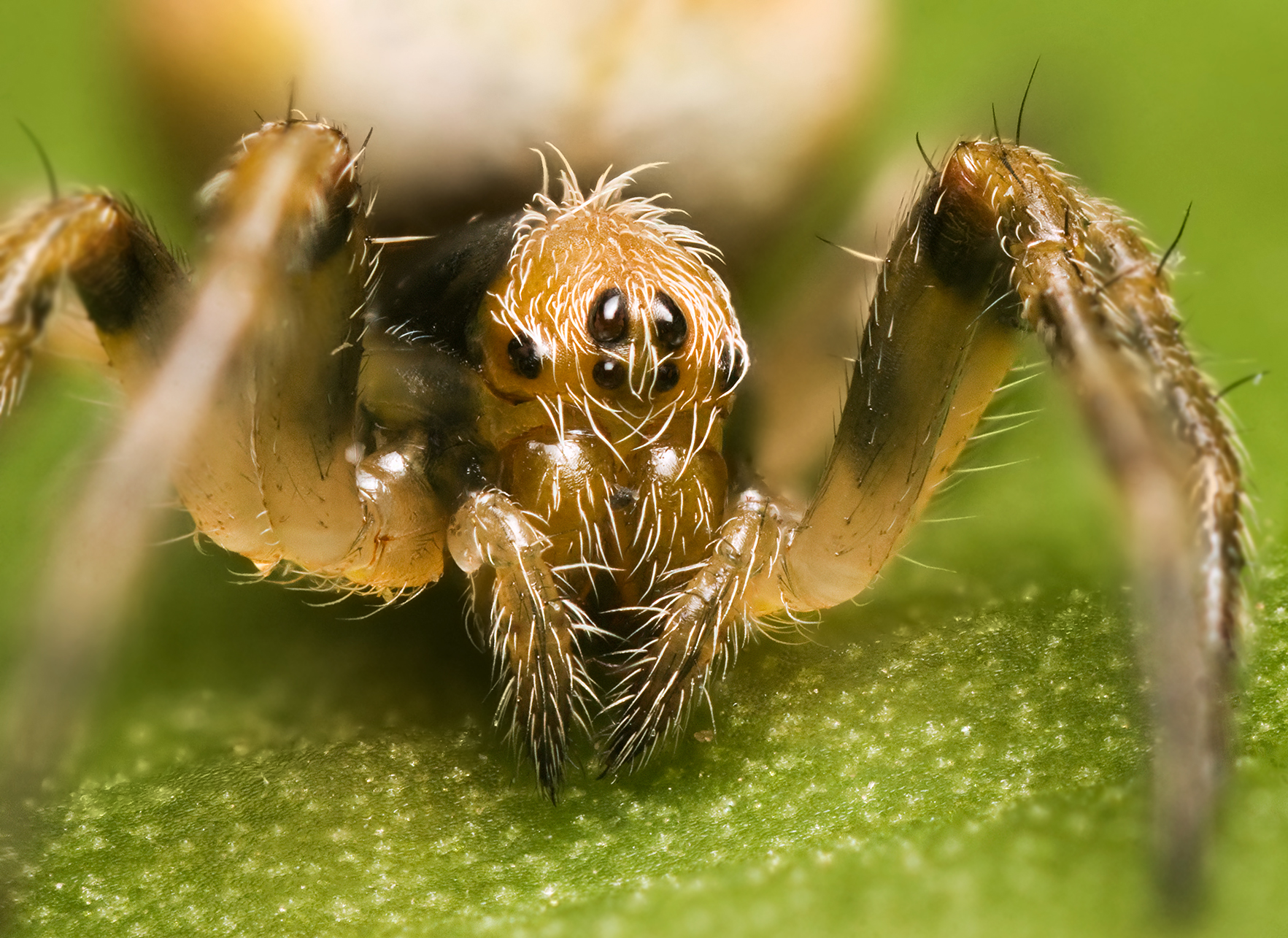
عناكب يظهر فيها التحام الرأس بالصدر في Eriophora sp. (من المحتمل E. heroine التي توجد في الأمريكتين وأستراليا وأفريقيا. أو E. pustuosa

عموما، عناكب نسيج الشبكة الكروية هي عناكب بناءة ثلاثية المخالب تبنى شبكات حرير لولبية ذات ملمس لزج. بناء شبكة مثل هذه يعد عملا هندسيا فذا، تبدأ عندما يتحرك هذا العنكبوت قفزا على هدى الرياح من سطح إلى سطح آخر.العنكبوت يؤمن خط ثم يسقط خطا آخر من المركز، مما يجعل حرف "Y". بقية السقالات تأتى تباعا مع العديد من انصاف الاقطار من الحرير غير لزجة يجري بناؤها قبل الوصول إلى المركز اللولبى النهائي من الحرير ذى خاصية القبض اللزجة.
يتم استخدام المخلب الثالث للسير على الجزء غير اللزج من شبكة الحرير. عندما تعلق فريسة من الحشرات في خطوط لزجة ينتابها الذهول من لدغة سريعة، ثم يتم لفها في الحرير. إذا كانت الفريسة من الحشرات السامة، مثل الدبور، فإن إحاطتها بغلاف حريرى كثيف قد تسبق اللدغة.